# Esperanza Magaz
Esperanza Magaz (La Habana, 24 de fevereiro de 1922 - Caracas 06 de maio de 2013) foi uma atriz cubana-venezolana.

## Telenovelas
- "Toda una dama" (2007) TV series .... Engracia Romero
- "Amantes" (2005) TV series .... Matea (unknown episodes)
- "Lejana cómo el viento" (2002) TV series .... Cruz (unknown episodes)
- "Muñeca de trapo" (2000) TV series .... Doña Coromoto (2000)
- "A todo corazon" (1997) TV series .... Fátima
- "La inolvidable" (1996) TV series .... La Abadesa
- "Los amores de Anita Peña" (1996) TV series
- "El desafío" (1995) TV series .... Severa
- "Alejandra" (1994) TV series .... Ileana (unknown episodes)
- "Kassandra" .... Dorinda (1 episode, 1992)
- "Mundo de fieras" (1991) TV series
- Pasionaria" (1990) TV series .... Renata
- La revancha" (1989) TV series .... Providencia
- De mujer a mujer (1986)
- "El sol sale para todos" (1985) TV series
- "Querida mamá" (1982) TV series
- "Buenos días, Isabel" .... Coromoto (1 episode, 1980)
- "Rosangela" (1979) TV series .... Miguelina
- "Rafaela" (1977) TV series
- "La zulianita" (1977) TV series .... Matilde
- "Mariana de la noche" (1975) TV series .... Mamachia
- "Una muchacha llamada Milagros" (1975) TV series .... Candelaria
- "La señorita Elena" (1975) TV series .... Simona Pacheco
- "Peregrina" (1973) TV series .... Dorinda
- "Lucecita" (1972) TV series .... Modesta
- Esmeralda" (1970) TV series .... Dominga
- "Rosario" (1968) TV series .... Coromoto